# Owen Ansah
Owen Ansah (* 28. November 2000 in Hamburg) ist ein deutscher Leichtathlet, der sich auf den Kurzsprint (100 und 200 Meter) spezialisiert hat und in der deutschen Nationalstaffel läuft.
Er ist der erste deutsche Sprinter über 100 Meter unter 10 Sekunden, mit 9,99 s blieb er am 29. Juni 2024 bei den Deutschen Meisterschaften in Braunschweig unter der 10-Sekunden-Marke.

## Familie
Owen Ansah ist Sohn einer deutschen Mutter und eines 1988 aus Ghana eingewanderten ehemaligen Leichtathleten. Er hat zwei Schwestern.

## Sportliche Laufbahn
2014 begann Ansah als Siebtklässler beim Athletik Team Hamburg mit dem Laufen. Nachdem er zunächst auch im Weitsprung aktiv gewesen war, konzentrierte er sich ab 2017 auf die Sprintdisziplinen. Bereits in diesem Jahr lief er zusammen mit seinen späteren Teamkollegen Lucas Ansah-Peprah und Carl-Junior Mireku Boateng bei den Landesmeisterschaften der U18 in der 4-mal-100-Meter-Staffel.
Im Januar 2018 folgte der Wechsel zum Hamburger SV. Im selben Jahr trat er zusammen mit den beiden auch bei den Deutschen Jugendmeisterschaften über dieselbe Strecke sowie bei den Deutschen Jugendhallenmeisterschaften über die 4-mal-200-Meter-Distanz an.
Seine ersten großen Erfolge verzeichnete Ansah im Jahr 2019, als er mit der 4-mal-100-Meter-Staffel bei den Deutschen U23-Meisterschaften Gold holte. Im selben Jahr erreichte er zudem mit der 4-mal-400-Meter-Staffel Platz zwei bei den Deutschen U20-Meisterschaften. Im Oktober 2019 hat der ehemalige deutsche Weitspringer Sebastian Bayer die HSV-Trainingsgruppe um Lucas Ansah-Peprah und Owen Ansah übernommen.
2020 trat Ansah erstmals im Erwachsenenbereich an und konnte direkt eine Medaille holen: Bei den Deutschen Hallenmeisterschaften in Leipzig sprintete der Hamburger in 21,15 s auf den dritten Rang und sicherte sich damit Bronze. Im Halbfinallauf zuvor hatte er mit einer Zeit von 21,07 s sogar einen neuen Hamburger Rekord aufgestellt. Im selben Jahr schaffte er es zudem gemeinsam mit seinem Teamkollegen Lucas Ansah-Peprah in den deutschen Leichtathletik-Perspektivkader.
Bei den World Athletics Relays 2021, den inoffiziellen Staffelweltmeisterschaften, knackte Ansah den nächsten Meilenstein: Gemeinsam mit Steven Müller, Felix Straub und seinem Teamkollegen Lucas Ansah-Peprah holte er in der 4-mal-200-Meter-Staffel die Goldmedaille. Bei der Team-Europameisterschaft in Chorzów gewann er zudem Bronze über die 200 Meter.
National sorgte Ansah weiter für Aufsehen, als er 2021 bei den Deutschen Meisterschaften in Braunschweig die 200 Meter in 20,89 s bewältigte und damit Gold holte. Als Belohnung für seine Leistungen wurde er für die Olympischen Spiele in Tokio nominiert. In der 4-mal-100-Meter-Staffel, die sich im Finale den sechsten Platz sicherte, kam Ansah jedoch als Ersatzläufer nicht zum Einsatz. Er startet auf nationaler Ebene für den Hamburger SV.
2024 qualifizierte sich Ansah bei den Europameisterschaften in Rom für das 100-Meter-Finale, wo er mit 10,17 s Platz 5 belegte. Mit der 4-mal-100-Meter-Staffel gewann er die Bronzemedaille. Bei den Deutschen Meisterschaften in Braunschweig am 29. Juni lief er als erster Deutscher unter 10 Sekunden und stellte mit 9,99 s einen neuen deutschen Rekord auf.
Bei den Deutschen Meisterschaften 2025 in Dresden siegte er erneut über 100 Meter, mit einer Zeit von 10,23 s.

## Sonstiges
Ansah loste am 15. Juni 2025 im Deutschen Fußballmuseum in Dortmund die erste Runde des DFB-Pokals der Saison 2025/26 aus.

## Bestleistungen
Halle
- 60 m: 6,70 s
- 4 × 200 m: 1:27,34 min

Freiluft
- 100 m: 9,99 s , 29. Juni 2024 Braunschweig
- 200 m: 20,35 s
- 4 × 100 m: 37,99 s NR, 3. Juni 2022 Regensburg

## Erfolge
National
- 2019 1. Platz Deutsche U23-Meisterschaften (4 × 100 m)
- 2019 2. Platz Deutsche U20-Meisterschaften (4 × 400 m)
- 2020 3. Platz Deutsche Hallenmeisterschaften (200 m)
- 2021 1. Platz Deutsche Meisterschaften (200 m)
- 2022 1. Platz Deutsche Meisterschaften (100 m)
- 2022 1. Platz Deutsche Meisterschaften (200 m)
- 2024 1. Platz Deutsche Meisterschaften (100 m)
- 2025 1. Platz Deutsche Meisterschaften (100 m)

International
- 2021 3. Platz Team-Europameisterschaft (200 m)
- 2021 1. Platz Team-Europameisterschaft (4 × 100 m)
- 2021 1. Platz World Athletics Relays (4 × 200 m)
- 2021 Olympiateilnahme (4 × 100 m)
- 2024: 5. Platz Europameisterschaften (100 m), 3. Platz Europameisterschaften (4 × 100 m)